# 大柿町深江
大柿町深江（おおがきちょうふかえ）は、広島県江田島市大柿町に点在する地域である。郵便番号は、737-2214

## 地理

### 隣接する地域
- 大柿町大原
- 大柿町小古江
- 大柿町柿浦[2]

## 施設
- 荒神社
- JA呉深江[3]
- 深江郵便局[4]